# Хайнрих XVII Ройс-Обергайц
Хайнрих XVII Ройс-Обергайц Стари (на немски: Heinrich XVII. Reuß, Herr zu Obergreiz, „der Ältere“; * 25 юли 1561, Глаухау; † 8 февруари 1607, Горния дворец (Обергайц) в Грайц) от род Ройс, Ройс средна линия, е господар на Обергайц (1578 – 1607) в източната част на днешна Тюрингия.

## Произход
Той е големият син на Хайнрих XV/XVI Ройс-Плауен-Оберграйц „Средния“ (1525 – 1578) и съпругата му графиня Мария Салома фон Йотинген-Йотинген (1535 – 1603), дъщеря на граф Лудвиг XV фон Йотинген-Йотинген (1486 – 1557) и графиня Салома фон Хоенцолерн (1488 – 1548). Внук е на Хайнрих XIII Ройс цу Грайц „Млади“, господар на Ройс-Плауен-Грайц, Обер-Кранихфелд-Шауенфорст († 1535) и втората му съпруга Амалия фон Мансфелд-Фордерорт († сл. 1554). Сестра му Доротея Ройс-Плауен (1566 – 1591) се омъжва 1587 г. за Георг III фон Ербах-Бройберг (1548 – 1605).

## Управление и наследство
След загубената битка при Мюлберг (24 април 1547) на Ройсите през 1547 г. им е взето господството Грайц, което отива на бургграф Хайнрих IV фон Майсен (1510 – 1554). През 1562 г. те получават обратно господството заедно с Гера.
През 1564 г. чрез наследство територията на Ройсите е разделена на господствата Унтерграйц (Ройс стара линия), Оберграйц (Ройс средна линия) и Гера (Ройс млада линия). През 1596 г. господството Шлайц отива допълнително към средната линия.
Хайнрих XVII е господар на Ройс фон Плауен, господар на Оберграйц (1578 – 1607), господар на Кранихфелд (1578 – 1607), на Лобенщайн (1578 – 1588), Шлайц (1596 – 1597). През 1588 г. Хайнрих XVII продава частта от Лобенщайн на Хайнрих II Ройс-Гера. От 1590 г. той е съсобственик на господството Шлайц със Заалбург и Бургк, дотогава собственост на графиня Анна, вдовицата на последния бургграф фон Майсен. Братята Хайнрих XVII и Хайнрих XVIII получават в подялбата на Шлайц от 1596 г. град и дворец Шлайц. Той получава в братската подялба от 1597 г. Горен/Оберграйц.
През 1597 г. Хайнрих XVII и брат му разделят Обергайц. Хайнрих XVII Ройс-Обергайц умира бездетен на 8 февруари 1607 г. в Грайц на 45 години. Наследен е в Обергайц от по-малкия му брат Хайнрих XVIII Ройс-Шлайц-Оберграйц Средния (1563 – 1616).

## Фамилия
Хайнрих XVII Ройс-Обергайц се жени на 28 май 1583 г. в Айзенберг за графиня Юта фон Валдек (* 12 ноември 1560, Айзенберг; † 23 май 1621, Грайц), дъщеря на Волрад II фон Валдек (1509 – 1575) и Анастасия Гюнтера фон Шварцбург-Бланкенбург (1528 – 1570), дъщеря на Хайнрих XXXII фон Шварцбург-Бланкенбург (1498 – 1538) и графиня Катарина фон Хенеберг-Шлойзинген (1508 – 1567). Бракът е бездетен.